# Jeanne Kosnick-Kloss
Jeanne Kosnick-Kloss, nata Hannah Kloss (Głogów, 3 marzo 1892 – Parigi, 1966), è stata un'artista tedesca naturalizzata francese.

## Biografia
Hannah Kloss nacque nel 1892 a Glogau nella Slesia allora tedesca. Suo padre era avvocato ed era originario della Slesia, la madre proveniva dalla Renania. Compì gli studi a Colonia cui seguì nel 1908/09 un soggiorno di diversi mesi a Ginevra. Dal 1909 al 1912 lavorò come infermiera a Danzica. Nel 1912 iniziò agli studi di canto a Berlino, interrotti dal servizio come infermiera militare nel 1914/15.
Nel 1920 si sposò con il suo ex insegnante di pianoforte, il pianista e scrittore Heinrich Kosnick a Berlino. Su invito di Walter Gropius e Wassily Kandinsky, la coppia tenne nel 1923 un "concerto d'avanguardia" al Bauhaus di Weimar, dove fecero conoscenza anche con Paul Klee e Lyonel Feininger. Nel 1924 la coppia si trasferì nel sud della Francia, a Saint-Jean-Cap-Ferrat, dove Kosnick-Kloss iniziò a dipingere dal 1926 numerose opere in olio, pastello, acquerello e tempera. Espose per la prima volta nel 1927 alla Galleria Billiet di Parigi, quindi a Berlino e Danzica.
Si separò da Heinrich Kosnick nel 1929 e si trasferì a Parigi. La coppia tuttavia non divorziò (una ricostruzione suggerisce che Kosnick abbia rifiutato il divorzio per impedire il matrimonio con l'ebreo Otto Freundlich). Lei comunque francesizzò il suo nome da Hannah a Jeanne.
Nel 1930 incontrò il suo compagno Otto Freundlich. I due crearono assieme mosaici, sculture e arazzi e dal 1934 gestirono Le Mur, una piccola scuola d'arte, nel comune studio di rue Henry Barbusse a Parigi. Qui Jeanne fu anche il mentore del giovane Gaston Chaissac, un rappresentante dell'art brut, con il quale corrispose fino alla morte. In quegli anni Kosnick-Kloss, assieme a Freundlich, divenne membro del gruppo artistico Abstraction-Création e anche della Association des Artistes et Écrivains Révolutionnaires. I suoi lavori furono esposti nel 1939 nella prima mostra del Salon des Réalités Nouvelles ideata da Robert e Sonia Delaunay alla Galerie Charpentier di Parigi.
All'inizio della seconda guerra mondiale nel 1939 Otto Freundlich fu internato in vari campi in quanto cittadino di un paese nemico. Nel febbraio del 1940 fu rilasciato per breve tempo, e la coppia poté riunirsi a Parigi per pochi mesi. Otto fu arrestato di nuovo a maggio ed il mese successivo mandato in domicilio coatto a Saint-Paul-de-Fenouillet nei Pirenei Orientali, nella zona controllata dal Governo di Vichy. Jeanne riuscì a raggiungerlo nel settembre 1940 ed allora tentarono vanamente insieme di emigrare negli Stati Uniti. A dicembre trovarono un rifugio clandestino tra i contadini nel vicino villaggio di Saint-Martin-de-Fenouillet. Pur in condizioni estremamente precarie, entrambi continuarono la loro attività artistica.  Il 23 febbraio 1943 furono arrestati su denuncia di un vicino ed  internati a Gurs. Qui Freundlich riuscì a comunicare a Jeanne le sue ultime volontà prima di essere inviato a Drancy e di li a Maidanek dove fu immediatamente ucciso.
Dopo la morte di Freundlich Jeanne Kosnick-Kloss fu rilasciata e giunse a Parigi  nel 1944 "con il primo treno americano" dove trovò lo studio comune e tutti i lavori miracolosamente intatti grazie a Pablo Picasso che li aveva protetti dalla guerra e dalla gente. Qui custodì l'eredità artistica di Freundlich e realizzò tappeti e mosaici sulla base di modelli e motivi del suo perduto compagno. Nel 1956 partecipò nuovamente  al Salon des Réalités Nouvelles, ma continuava vivere in condizioni materialmente difficili soprattutto perché non era in grado di beneficiare dell'eredità dei suoi genitori a causa della sua relazione con Otto Freundlich.
Insieme a Hans Arp e Sonia Delaunay, fondò nel 1957 l'Association des amis d'Otto Freundlich con lo scopo di promuovere giovani artisti di talento senza distinzione di "razza, classe, religione o nazionalità".
Jeanne Kosnick-Kloss ottenne la cittadinanza francese nel 1948. Dopo che fu finalmente divorziata da Heinrich Kossnick, nel 1958 le fu riconosciuta la sua lunga relazione con Otto Freundlich e le fu ufficialmente permesso di adottare il suo cognome. Kosnick-Kloss è morta  a Parigi nel 1966 e fu sepolta al cimitero di Auvers-sur-Oise con il nome di Otto Freundlich ricordato sulla pietra tombale.
Dopo la sua morte l'associazione fu ribattezzata Association des amis de Jeanne et d'Otto Freundlich, il presidente è stato per molto tempo il gallerista René Drouin. Le opere di Otto Freundlich rimaste nello studio sono state donate al Musée Tavet-Delacour di Pontoise, gli scritti sono conservati dal 2004 dall'Institut Mémoires de l'édition contemporaine (IMEC).